# 재분배경제
재분배경제(redistribution economy)는 중앙집중된 행정력의 통제에 의해 부의 흐름이 전체 인구에게 돌아가도록 나누어주기 위한 경제조직체제다. 대중은 각자의 수익원을 추구할 수 있지만, 정부에서 분배해 주는 소득에 크게 의존한다. 주로 전근대 사회에서 이 분배를 통제하는 주체는 군주의 조정 또는 종교기관이었기 때문에 재분배경제를 달리 궁전경제(palace economy) 또는 신전경제(temple economy)라고도 한다.
경제적 분배의 개념은 고대 이집트 문명 파라오 시대까지 거슬러 올라가는 유구한 것이다. 다만 재분배경제의 핵심은 중앙정부가 생산을 계획하고, 생산을 수행할 인구를 설정하고, 생산자 인구가 생산한 재화와 용역을 중앙으로 수취했다가 생산자들에게 재분배하는 것에 있다.

## 같이 보기
- 경제인류학